# جون آدامز (رجل أعمال)
جون آدامز (بالإنجليزية: John Adams)‏ هو شخصية أعمال ومهندس أمريكي، (ولد في مقاطعة ويستمورلاند في الولايات المتحدة 1823  م).